# Ignacio Calles
Pour les articles homonymes, voir Calles.
Pas d'image ? Cliquez ici

a Compétitions nationales et continentales officielles uniquement.

b Matchs officiels uniquement.
Dernière mise à jour le 19 juillet 2025.
Ignacio Calles, né le 24 octobre 1995 à Tandil (Argentine), est un joueur international argentin de rugby à XV. Il joue principalement au poste de pilier gauche.

## Carrière

### En club
Ignacio Calles naît à Tandil, dans la province de Buenos Aires en Argentine. Il commence à pratiquer le rugby à XV à l'âge de quatre ans avec le club de Los Cardos dans sa ville natale,. Il joue dans un premier temps au poste de troisième ligne, avant d'évoluer vers ceux de talonneur et pilier gauche plus tard dans sa formation.
Il joue avec Los Cardos jusqu'en 2013, date à laquelle il rejoint le club de Liceo Naval, basé à Buenos Aires. Il termine sa formation avec cette équipe, et commence à jouer en senior en 2015, dans le cadre du championnat de l'URBA,. Il joue également dans ce championnat en 2016.
En 2016 il rejoint la Section paloise, club évoluant en Top 14, sur la base d'un contrat espoir,. Son arrivée se fait à la suite d'une recommandation de la part de son compatriote Andrés Bordoy, qui occupe alors le poste d'entraîneur de la mêlée au sein du club béarnais,.
Après un an et demi à jouer uniquement dans le championnat espoirs, il est aligné pour la première fois avec l'équipe professionnelle le 13 janvier 2018 face aux Zebre en Challenge européen,. Remplaçant au coup d'envoi, il fait son entrée en jeu à la place de Jamie Mackintosh à la 47e minute de jeu. Il joue deux autres matchs de Challenge, avant de faire sa première apparition en Championnat lors de l'avant dernière journée, le 28 avril 2018 face à Montpellier,. En mai 2018, il est finaliste du championnat espoirs avec les jeunes palois, qui s'inclinent face à Clermont sur le score de 24 à 19,.
La saison suivante, il est régulièrement utilisé en Challenge européen, compétition où il obtient sa première titularisation, au poste de talonneur, en janvier 2019 face aux Ospreys,. En championnat, alors qu'il était très peu utilisé lors de la première moitié de saison (un seul match), il profite des blessures de Mackintosh pour obtenir un temps de jeu conséquent en fin de saison,. En mai 2019, Ignacio Calles signe son premier contrat professionnel avec la Section, s'engageant jusqu'en 2021,.
Au début de la saison 2019-2020, il bénéficie des départs de Jamie Mackintosh et de Thomas Domingo, ainsi que de l'absence de Siegfried Fisi'ihoi, pour être régulièrement aligné en championnat,. Il manque ensuite la majeure partie de la deuxième moitié de saison, à la suite de blessures au genou et au dos,.
En saison 2020-2021, il s'impose par sa tenue en mêlée et son dynamisme dans le jeu courant comme un joueur important de l'effectif palois. Il continue toutefois d'être perturbé par les blessures, limitant son ses apparitions à quatorze sur la saison,. En octobre 2020, il prolonge à nouveau son contrat pour deux saisons supplémentaires, portant son engagement jusqu'en 2023.
Les deux exercices suivants, il connaît deux saisons pleines, où il se partage le poste de pilier gauche essentiellement avec Siegfried Fisi'ihoi et Rémi Sénéca, accumulant un temps de jeu conséquent,. En mai 2023, il prolonge son bail avec la Section jusqu'en 2025.
Il manque la quasi-totalité de la saison 2023-2024 (deux matchs joués uniquement), à la suite d'une rupture du tendon d'Achille. Il fait son retour à la compétition le 7 septembre 2024, après plus d'un an d'absence, face à l'ASM Clermont lors de la première journée du championnat.
En janvier 2025, il s'engage pour trois saisons avec l'Aviron bayonnais à partir de la saison 2025-2026.

### En sélection
Ignacio Calles représente l'équipe d'Argentine des moins de 18 ans en 2013.
En 2014, il est sélectionné en équipe d'Argentine des moins de 20 ans pour disputer le Championnat du monde junior en Nouvelle-Zélande. Il dispute un second championnat du monde dans cette catégorie l'année suivante en Italie.
Il représente l'équipe d'Argentine XV (sélection nationale réserve) lors de l'Americas Rugby Championship 2016. Il joue un match lors de la compétition, que remporte son équipe,.
En mai 2020, il est présélectionné avec l'équipe d'Argentine pour préparer les échéances internationales de l'année,. En octobre 2020, il est sélectionné pour participer au Tri-nations en Australie,. Il ne joue aucune rencontre officielle, mais à l'occasion de s'entraîner avec le groupe pendant quatre mois, et participe à un match de préparation face à l'Australie en novembre 2020
Un an plus tard, il est rappelé en équipe nationale pour disputer la tournée de novembre en Europe, en remplacement de Nahuel Tetaz Chaparro blessé,. Il obtient sa première sélection le 13 novembre 2021, à l'occasion d'un test match face à l'Italie, entrant en jeu à la place de Thomas Gallo en seconde mi-temps,.
En juin 2023, il est retenu pour participer au Rugby Championship et pour préparer la Coupe du monde. Toutefois, il subit au mois de juillet une rupture du tendon d'Achille, ce qui l'écarte des terrains pour le restant de l'année,.

## Palmarès

### En club
- Finaliste du Championnat de France espoirs en 2018 avec la Section paloise.

### En équipe nationale
- Vainqueur de l'Americas Rugby Championship en 2016 avec l'Argentine XV.